# Cartulario del Monasterio de Santo Toribio de Liébana
El Cartulario del Monasterio de Santo Toribio de Liébana es un códice medieval hoy desaparecido. Contenía 250 cartas escritas entre los años 735 y 1309 sobre la fundación de iglesias, los privilegios y los derechos notariales, rentas e impuestos de la zona de Liébana, así como cartas de genealogía de familias de la zona. Una copia realizada en 1309 es custodiada hoy en día en el Archivo Histórico Nacional. Existe también otra copia de este cartulario realizada a mediados del siglo XVIII por los monjes del Monasterio de Santo Toribio de Liébana que se encontraba en manos de la familia Linares en Potes a principios del siglo XX pero no se sabe dónde se encuentra hoy.  
Dos ediciones del cartulario basadas en transcripciones y traducciones de las cartas en latín han sido publicadas en el siglo XX: una de Eduardo Jusué en 1904 y otra de Luis Sánchez Belda en 1948.